# ハバロフスク地方の行政区画
ハバロフスク地方の行政区画（ハバロフスクちほうのぎょうせいくかく）では、ロシア連邦、ハバロフスク地方の行政区画について記述する。
ハバロフスク地方は2014年現在、17の地区、7つの町、18の都市型集落からなる。。

## 行政区画
- 町 (ハバロフスク地方の管轄下)
  - ハバロフスク (Хабаровск) (行政中心地)
    - 区(ハバロフスクの管轄下)

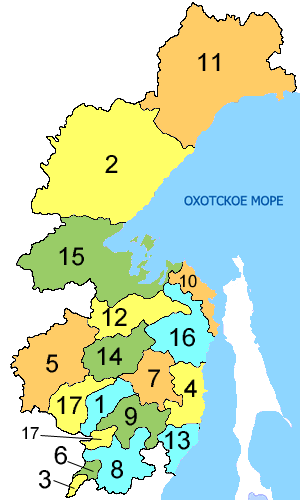
ハバロフスク地方の行政区画
1.アムールスク地区、2.アヤノ＝マイスキー地区、3.ビキン地区、4.ワニノ地区、5.ヴェルフネブレインスク地区、6.ヴャーゼムスキー地区、7.コムソモリスク地区、8.イメニ・ラゾ地区、9.ナナイ地区、10.ニコラエフスク地区、11.オホーツク地区、12.イメニ・ポリニ・オシペンコ地区、13.ソヴィエツカヤ・ガヴァニ地区、14.ソルネチヌイ地区、15.トゥグロ＝チュミカン地区、16.ウリチ地区、17.ハバロフスク地区

      - インドゥストリナアリン区 (Индустриальный)
      - キロフスキー区 (Кировский)
      - クラスノフロツキー区 (Краснофлотский)
      - 中央区 (Центральный)
      - ジェレズノドロジュニ区 (Железнодорожный)

  - アムールスク (Амурск)
  - ビキン (Бикин)
  - コムソモリスク・ナ・アムーレ (Комсомольск-на-Амуре)
  - ニコラエフスク・ナ・アムーレ (Николаевск-на-Амуре)
  - ソヴィエツカヤ・ガヴァニ (Советская Гавань)
- 地区(ラヨン):
  - アムールスク地区  (Амурский)
    - 都市型集落 (地区の管轄下)
      - エリバン (Эльбан)

  - アヤノ＝マイスキー地区 (Аяно-Майский)
  - ビキン地区 (Бикинский)
  - ハバロフスク地区 (Хабаровский)
    - 都市型集落 (地区の管轄下)
      - コルフォフスキー (Корфовский)

  - コムソモリスク地区 (Комсомольский)
  - イメニ・ラゾ地区 (имени Лазо)
    - 都市型集落 (地区の管轄下)
      - ホル (Хор)
      - ムヘン (Мухен)
      - ペレヤースラフカ (Переяславка)

  - ナナイ地区 (Нанайский)
  - ニコラエフスク地区 (Николаевский)
    - 都市型集落 (地区の管轄下)
      - ラザレフ (Лазарев)
      - ムノゴヴェルシンニ (Многовершинный)

  - オホーツク地区 (Охотский)
    - 都市型集落 (地区の管轄下)
      - オホーツク (Охотск)

  - イメニ・ポリニ・オシペンコ地区 (имени Полины Осипенко)
  - ソルネチヌイ地区 (Солнечный)
    - 都市型集落 (地区の管轄下)
      - ゴルニ (Горный)
      - ソルネチヌイ (Солнечный)

  - ソヴィエツカヤ・ガヴァニ地区 (Советско-Гаванский)
    - 都市型集落 (地区の管轄下)
      - ロソシナ (Лососина)
      - マイスキー (Майский)
      - ザヴェチェイ・イリイチャ (Заветы Ильича)

  - トゥグロ＝チュミカン地区 (Тугуро-Чумиканский)
  - ウリチ地区 (Ульчский)
  - ワニノ地区 (Ванинский)
    - 都市型集落 (地区の管轄下)
      - オクチャブリスキー (Октябрьский)
      - ワニノ (Ванино)
      - ヴィソコゴルニ (Высокогорный)

  - ヴェルフネブレインスク地区 (Верхнебуреинский)
    - 都市型集落 (地区の管轄下)
      - チェグドムイン (Чегдомын)
      - ノーヴィ・ウルガル (Новый Ургал)

  - ヴャーゼムスキー地区 (Вяземский)
    - 町 (地区の管轄下)
      - ヴャーゼムスキー (Вяземский)